# Artéria

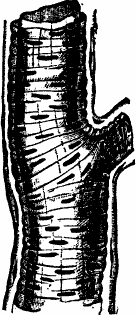
Secção de uma artéria

Artérias são vasos sanguíneos que carregam sangue a partir dos ventrículos do coração para todas as partes do nosso corpo. Elas contrastam-se com as veias, que carregam sangue em direção aos átrios do coração.
O sistema circulatório é extremamente importante para a manutenção da vida. O seu funcionamento adequado é responsável por levar oxigênio e nutrientes para todas as células, assim como remover dióxido de carbono (CO2) e produtos metabólicas, manter o pH óptimo, e a mobilidade dos elementos, proteínas e células do sistema imune. As duas principais causas de morte em países desenvolvidos, o infarto do miocárdio e o ataque cardíaco, podem ser resultado direto de um sistema arterial que tenha sido lentamente e progressivamente comprometido pelos anos de deterioração (veja arteriosclerótico).

## Descrição
O sistema arterial é a porção de alta pressão do sistema circulatório. A pressão arterial varia entre a máxima pressão durante a contração cardíaca, chamada de pressão sistólica, e a mínima, ou pressão diastólica, entre as contrações, quando o coração descansa entre os ciclos. Essa variação de pressão nas artérias produz uma pulsação que é observável em qualquer artéria, e é um indicador da atividade cardíaca.
A parede das artérias é espessa, formada de tecido muscular elástico. Artérias finas são chamadas de arteríolas.
As veias são vasos que trazem o sangue para o coração. Internamente são providas de valvas que impedem o refluxo do sangue. Como artérias,também se ramificam em vasos de menor calibre, as vênulas. Tem paredes mais finas que artérias, porém seu diâmetro interno é maior.

## Histologia

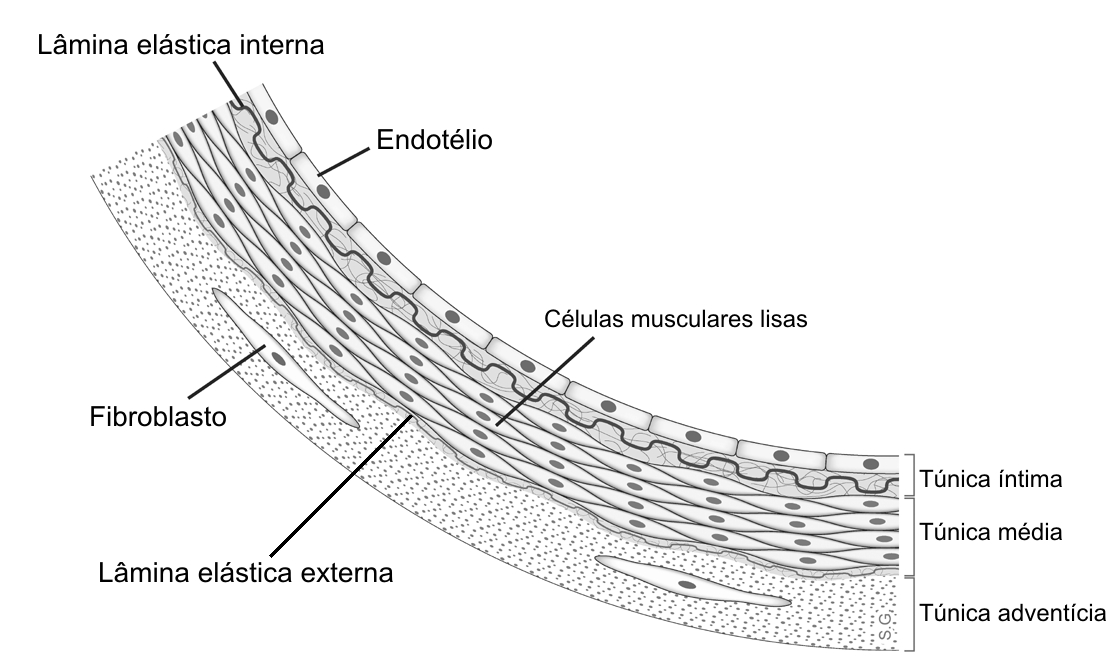
Histologia da parede arterial

A camada mais externa é conhecida como túnica externa, antigamente conhecida como túnica adventícia, e é composta de tecido conjuntivo. A camada interna é a túnica média ou média, que é composta de células musculares lisas e tecido elástico, que delimita a túnica adventícia pela limitante elástica externa. A camada mais interna, que está em contato direto com o fluxo sanguíneo, é a túnica íntima, normalmente chamada de íntima. Essa camada é composta principalmente de células endoteliais e revestida pela limitante elástica interna. A cavidade interna do vaso na qual o sangue flui é chamada de lúmen. As paredes das artérias, ao contrário das paredes das veias, têm alguma resistência, fazendo com que, mesmo quando não contiverem sangue, elas mantenham a sua forma tubular (ou seja, elas não colam).

## Tipos de artérias
Existem três tipos de artérias, são estas: arteríolas, artérias de médio calibre e artérias de grande calibre.

### Arteríolas
As arteríolas são, as menores ramificações das artérias e possuem de até no máximo cinco camadas de tecido muscular liso (músculo liso). possuem um endotélio revestindo o lúmen e uma limitante elástica interna. As camadas média e adventícia se encontram fundidas com tecido conjuntivo, sem uma limitante elástica externa delimitante na microscopia ótica. Ajudam a regular a pressão sanguínea e levar sangue aos capilares.

### Artérias de médio calibre
As artérias de médio calibre são compostas de cinco ou mais camadas de músculo liso, geralmente até 40 camadas. possui uma limitante elástica externa vista à microscopia óptica e a camada adventícia pode ainda conter tecido conjuntivo frouxo.

### Artérias de grande calibre
As artérias de grande calibre diferentemente dos outros tipos de artérias, ela não possui músculo liso, apenas na camada média fibras elásticas  . Na camada adventícia pode-se encontrar tecido conjuntivo frouxo, adipócitos e algumas artérias de médio calibre, conhecidas como vasa - vasorum. Um bom exemplo é a artéria Aorta, principal artéria do corpo dos animais, que é responsável por distribuir sangue oxigenado ao corpo.

### Capilares
Embora não sejam considerados artérias verdadeiras, os capilares são o local onde ocorre a ação mais importante do sistema circulatório: as trocas de gases e nutrientes. Possuem apenas uma camada de tecido epitelial que é o tecido epitelial simples pavimentoso ou o endotélio vascular como é conhecido. Existem quatro tipos de capilares: contínuos, fenestrados diafragmáticos e não diafragmáticos e os sinusoides.

### Capilares Contínuos
Os capilares contínuos são considerados contínuos, pois a lâmina basal, que reveste o endotélio é contínua. Os capilares contínuos suportam no seu lúmen até duas hemácias e fazem trocas de nutrientes (exceto albumina) com tecidos por vesículas de pinocitose. Os capilares contínuos são encontrados nos músculos, encéfalo, testículos e retina.

### Capilares Fenestrados Diafragmáticos e Não-diafragmáticos.
Os capilares diafragmáticos e os não-diafragmáticos são idênticos aos contínuos, só que os diafragmáticos apresentam poros na membrana celular das células endoteliais, que no caso apresentam um controle maior na seletividade dos nutrientes, já os não-diafragmáticos não apresentam este controle maior de seletividade. Os capilares diafragmáticos são encontrados nas vísceras em geral como: estômago, intestinos e parte do baço e fígado. E os capilares não-diafragmáticos são encontrados nos glomérulos renais, devido à filtração glomerular não ser tão seletiva.

### Capilares Sinusoides ou Sinusais.
Estes capilares recebe este nome por conter seios ou cavidades que chegam formam verdadeiras fendas entre as células. Por isso na microscopia ótica são vistos como tortuosos, justamente pelo aspeto de fendas que as células possuem. Possuem também poros  na membrana celular das células endoteliais, levando assim a uma menor seletividade nas trocas com o meio extra-celular. A lâmina basal destes capilares é descontínua, justamente pelas fendas entre as células e estas fendas existem para dar passagem as células sanguíneas, por exemplo num processo infeccioso em algum tecido. Devido a estes princípios estes capilares são encontrados em partes do fígado, resquícios da vida fetal, medula óssea e partes do baço.

#### Funções dos capilares

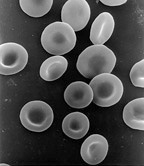
As hemácias circulam por dentro das artérias

Os capilares não têm musculatura lisa os envolvendo e apresentam um diâmetro menor do que o das células vermelhas do sangue (hemácias); uma hemácia tem aproximadamente 0,008 milímetros  de diâmetro externo, ao passo que os capilares têm tipicamente 0,006 milímetros de diâmetro interno. Desta maneira, as hemácias têm de sofrer uma pequena deformação para poderem passar através dos capilares.
O pequeno diâmetro dos capilares supre uma área relativamente larga para a troca de gases e nutrientes.

##### O que os capilares fazem
- Nos pulmões, o dióxido de carbono (CO2) é trocado por oxigênio.
- Nos tecidos o oxigênio, o dióxido de carbono, os nutrientes e os produtos inúteis são trocados.
- Nos rins, as substâncias que o organismo não pode aproveitar são lançadas para serem eliminadas do corpo, através da urina.
- No intestino, os nutrientes são absorvidos e os resíduos não-aproveitáveis são liberados.

## Pressão sanguínea
As pressões arteriais sistêmicas são geradas pelas fortes contrações do ventrículo esquerdo do coração.
As pressões arteriais enquanto descansamos são relativamente baixas. As pressões sistêmicas geralmente estão abaixo de 100 mmHg, menores que a pressão atmosférica (cerca de 760 mmHg no nível do mar).
Para suportar e se adaptar às pressões sofridas, as artérias são cercadas por uma musculatura lisa de espessura variável, e são formadas, na sua estrutura, por tecido conjuntivo elástico extensivo e inelástico.
Elevadas taxas de açúcar no sangue (veja Diabetes mellitus), lipoproteína, colesterol, pressão, tabagismo, e outros fatores estão envolvidos na destruição do endotélio e das paredes das artérias, resultando em arteriosclerose ou Diabetes mellitus.

## História
Entre os gregos, as artérias eram consideradas como "carregadoras de ar", sendo responsáveis pelo transporte de ar até os tecidos. Acreditava-se que elas eram conectadas à traqueia. Essa teoria provavelmente surgiu do fato de as artérias ficarem vazias após a morte, já que a última batida do coração do ser humano empurra o sangue do interior dos capilares para as veias.
Nos tempos medievais, já se sabia que as artérias carregavam um fluido, chamado de "sangue espiritual" ou "espíritos vitais", considerados diferentes do conteúdo das veias.
William Harvey descreveu e popularizou o conceito moderno do sistema circulatório, assim como os papéis das artérias e veias no século XVII.